# ママリー・テント

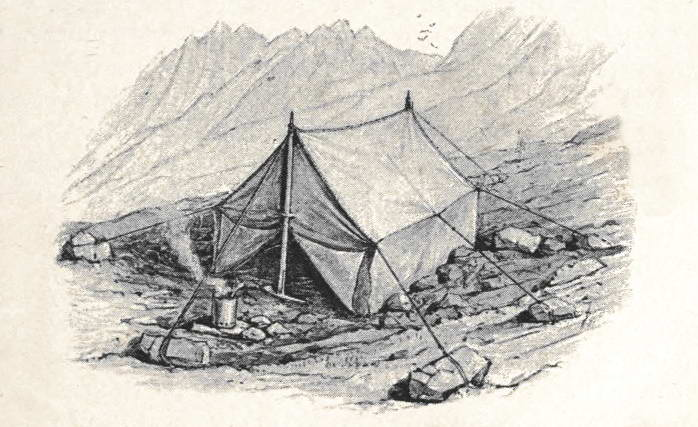
クリントン・トーマス・デントによるイラスト

ママリー・テント（英語:Mummery tent ）はアルバート・フレデリック・ママリーが考案したテントの一形態である。

## 概要
形状は床部分が開口4ft、奥行6ftの長方形で、入り口は野球のホームベースのような五角形をしており、全体的には1990年当時でもよく見かけた家型である。居住性を犠牲にしても軽量を優先し、ポールは付属せず、ピッケルを逆さまに立てて設営する。生地はウィルズデンの防水帆布、グラウンドシートはオプションでゴム引き防水地であった。重量は約3.5lb=1.6kg。
著名な登山家ジェオフリー・ウィンスロップ・ヤング（Geoffrey Winthrop Young ）、トム・ロングスタッフらに歓迎され、改良された。例えばヤングは「もしポーターに運ばせるならウィンパー・テントだが、自分で背負うならママリー・テントがよい」と推薦し、この場合支柱にするピッケルが短くなっている傾向を考慮し10-12inの竹筒を用意しピッケルの石突に継ぎ足す提案をしている。ロングスタッフは1905年ヒマラヤ山脈ナンダ・デヴィで使った際、底を本体に縫い付ける改良型を持ち込んでいる。